# ビームベートカーの岩陰遺跡

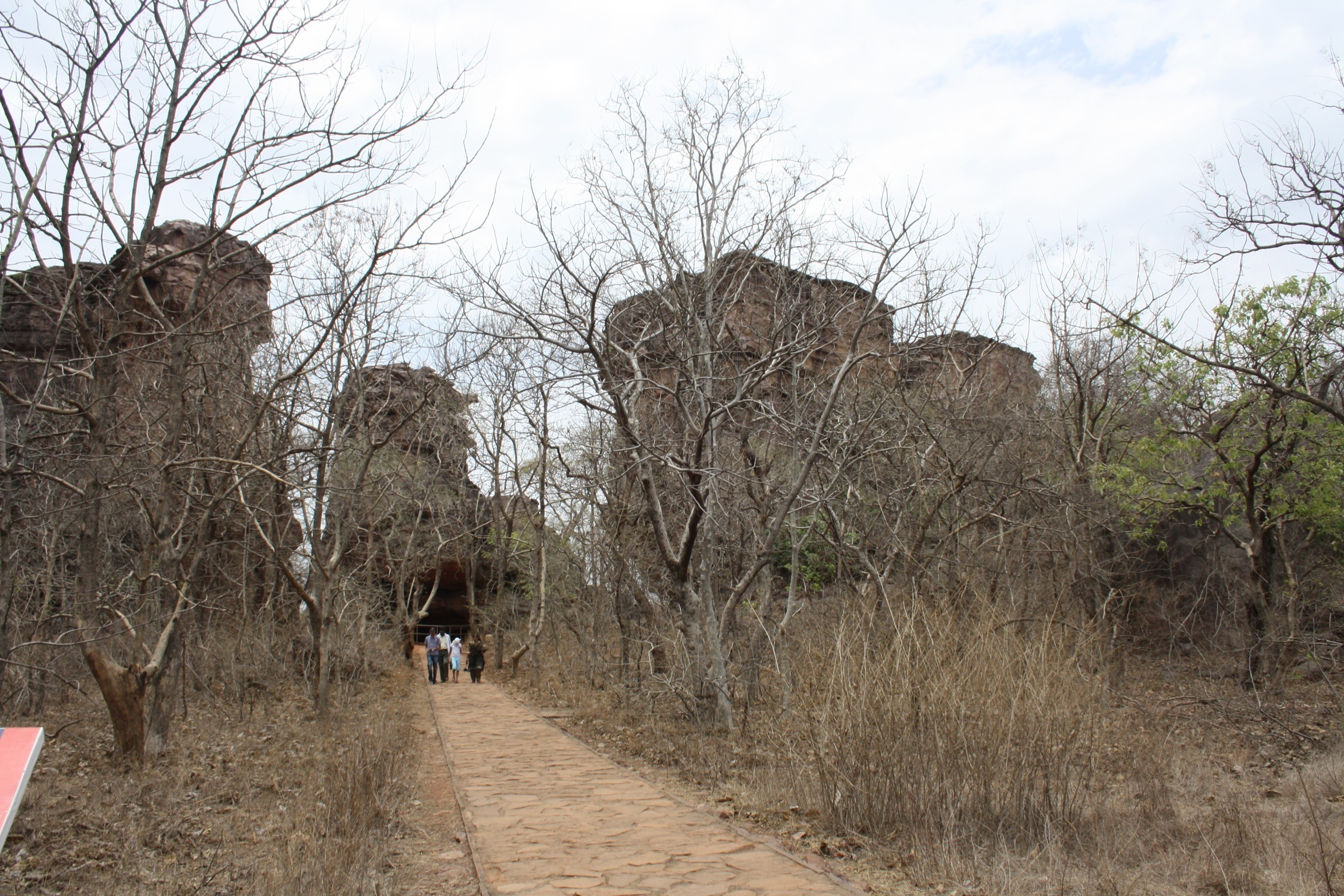
ビームベートカーの入り口

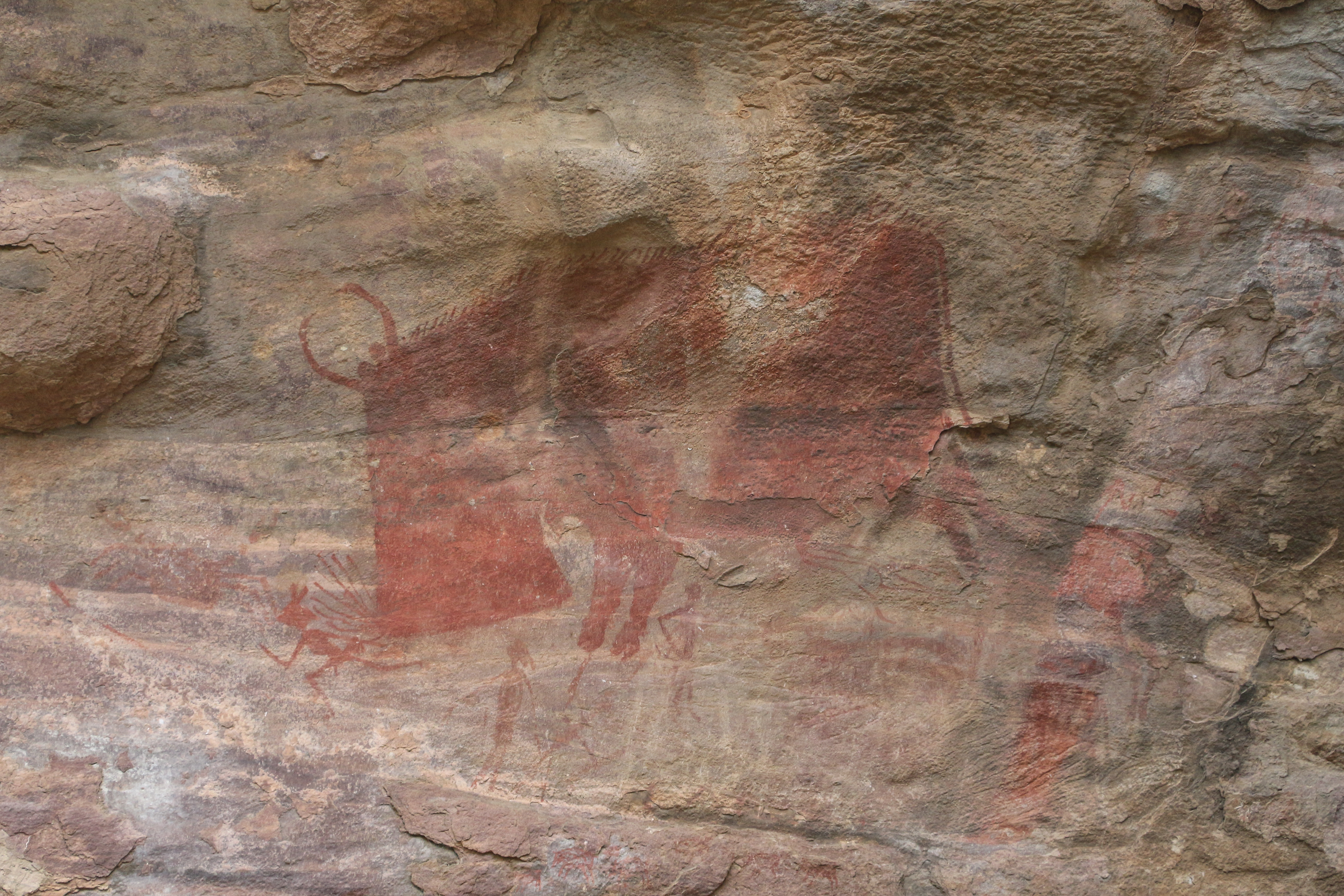
洞窟壁画の中でも、珍しく獣に追いかけられる人を描いたもの

ビームベートカーの岩陰遺跡（ビームベートカーのいわかげいせき）は、インド中部に残る旧石器時代の岩陰遺跡であり、インド亜大陸における人類の最初期の痕跡から、インドの石器時代初期までの様子を伝えている。マディヤ・プラデーシュ州のラーイセーン県にあり、その多くはラタパニ野生生物保護区(Ratapani Wildlife Sanctuary) 内にある。その文化的景観は、2003年にはUNESCOの世界遺産リストに登録された。日本ではビンベットカのロック・シェルター群ほか、いくつかの呼び方がある。
岩陰遺跡のいくつかでは、ホモ・エレクトゥスが少なくとも10万年以上暮らしていた。ビームベートカーの岩陰遺跡に残る石器時代の岩絵には、3万年前のものも含まれる。洞窟は、初期の踊りの痕跡も伝えている。
「ビームベートカー」(Bhimbetka / भीमबेटका) という名は、叙事詩『マハーバーラタ』に登場する英雄神ビーマと結びついており、「ビーマの座所」(Bhimbaithka / भीमबैठका) に由来すると言われている。

## 位置
ビームベートカーの岩陰遺跡はヴィンディヤ山脈の山麓に位置し、マディヤ・プラデーシュ州ラーイセーン県 のObedullaganjから9 km、ボーパールから南に46 km の場所にあたる。それらの岩陰遺跡の南は、サトプラ山脈へと続いている。
その一帯は密な植生に覆われ、1年中涸れない水の供給、天然のシェルター、豊かな森林の動物相・植物相といった豊富な天然資源を擁しており、岩絵遺跡としてはオーストラリアのカカドゥ国立公園、カラハリ砂漠のサン人の洞窟壁画、フランスのラスコー洞窟の後期旧石器時代壁画などと著しい類似性を持つ。

## 発見
ビームベートカーが最初に遺跡として報告されたのは1888年のことだったが、それは地元民の集められた情報に基づき、仏教遺跡としてのものだった。のちにワカンカー (V. S. Wakankar) はボーパールへの旅行列車の折に、スペインやフランスで見たような岩石構造物を目撃した。彼は1957年に考古学者のチームとともにその地域を訪れ、いくつかの先史時代の岩陰遺跡を発見した。
それ以降、750以上の岩陰遺跡が特定され、うち243がビームベートカーグループ、178が Lakha Juar グループに分類されている。考古学的研究は、アシュール文化から後期中石器時代までの一連の石器時代の文化を明らかにした。
ラーイセーン県の村であるBarkhedaは、ビームベートカーで見つかったモノリスのいくつかに使われた未加工の資材の調達場であったと特定されている。

## 岩絵
ビームベートカーの岩陰遺跡と洞窟群には、数多くの岩絵が残されている。岩絵のうち最古のものは3万年前に遡るが、幾何学文様は中世のものである。使われている顔料は植物由来のものだが、岩絵群は岩壁の裂け目や内壁の奥深くに描かれているため、長い年月にも消えずに耐えてきた。その岩絵群は以下の7期に分けられる。
第1期 - （後期旧石器時代）: 緑色や暗赤色の線でバイソン、トラ、サイなどの動物が大きく描かれている。
第2期 - （中石器時代）: 大きさの点で相対的に小さいが、この時期の形式化された像は、胴体に線で飾りが描き込まれている。動物に加えて、人物像が描かれるようになり、狩りをする場面も含まれる。その場面には尖った槍や棒、弓矢など、彼らが使っていた武器もはっきり描き込まれている。共同体の踊り、鳥、楽器、母子、妊婦、死んだ動物を運ぶ人々、酒を飲む人々、埋葬などの描写が、律動的な動きの中に立ち現れている。
第3期 - （金石併用時代）: 中石器時代の岩絵に似ているが、この時期の絵画は、この時期、この地域の洞窟に住む人々が、マールワー高原の農業共同体と接触し、物財を交換していたことを伝えている。
第4期・第5期 - （初期歴史時代）: この時期の岩絵は図式的・装飾的な様式で、主に赤、白、黄で描かれている。騎馬、チュニック風の服装をまとう人などが描かれており、時代ごとの書き文字が存在している。また、宗教的なシンボルも描かれており、その信仰は、ヤクシャ、木の神々、空飛ぶ戦車などの像で表されている。
第6期・第7期 - （中世）: これらの岩絵は幾何学的な線形で、より図式的に描かれているが、その様式においてはむしろ退化と未熟さを示している。洞窟の居住者が使っていた顔料は、マンガン、赤鉄鉱、木炭を混ぜ合わせて作り出されたものであった。

### 特徴的な岩絵
荒れ果てた岩陰遺跡の1つには、三叉槍状の杖を携えて踊る人物が描かれており、ワカンカーによって「ナタラージャ」(Nataraj)と名づけられた。しかし、その岩陰の図画群のほとんどは、雨による浸食を受けており、インド考古調査局はそれらの保存のために化学薬品やワックスを使用している。
「ズー・ロック」(Zoo Rock) と俗称される岩もあり、ゾウ、バラシンガジカ、バイソン、シカなどが描かれている。他には、クジャク、ヘビ、太陽などが描かれている岩もあるし、牙をそなえた2頭のゾウが描かれた岩もある。弓矢、剣、盾などを携えた狩人による狩りの場面もあり、洞窟壁画の中には、傍観する随伴者の傍らでバイソンを追いかける狩人を描いたものもある。ほか、弓を番えた騎馬像もある。また、巨大なイノシシ（下掲の画像参照）が描かれたものもあるが、そのような巨大なイノシシが当時存在したのか、拡大して描かれたものかは分かっていない。
岩陰遺跡の周囲には21か村が存在し、その伝統的狩猟生活などには、岩絵に描かれた文化の痕跡が残っている。

## 世界遺産
この物件がUNESCO世界遺産センター正式推薦されたのは2002年1月29日のことであった。それに対し、文化遺産の諮問機関である国際記念物遺跡会議 (ICOMOS) は、価値を一定程度認めつつも、推薦範囲外にも岩絵があることや、文化的景観として認めるにはより広範囲の登録が妥当などとして、「登録延期」を勧告した。
しかし、2003年の第27回世界遺産委員会では逆転での登録が認められ、24件目のインドの世界遺産となった。

### 登録名
世界遺産としての正式登録名は英語: Rock Shelters of Bhimbetka およびフランス語: Abris sous-roche du Bhimbetka である。その日本語名は以下のように揺れがある。
- ビームベートカーの岩陰遺跡 - 地球の歩き方[13]
- ビムベトカの岩窟群 - なるほど知図帳[14]ほか[15]
- ビンベトカの岩窟群 - 今がわかる時代がわかる世界地図[16]
- ビンベトカの洞窟群 - ビジュアルワイド世界遺産[17]
- ビンベットカのロック・シェルター群 - 日本ユネスコ協会連盟[11]、世界遺産検定事務局[6]ほか[18]
- ビンベットカ岩窟 - 日高健一郎[19]

### 登録基準
この世界遺産は世界遺産登録基準のうち、以下の条件を満たし、登録された（以下の基準は世界遺産センター公表の登録基準からの翻訳、引用である）。
- (3) 現存するまたは消滅した文化的伝統または文明の、唯一のまたは少なくとも稀な証拠。
  - 世界遺産委員会はこの基準の適用理由について、「ビームベートカーは、その岩絵の質と量で示されるように、人と景観との長期の相互作用を反映している」[20]とした。

- (5) ある文化（または複数の文化）を代表する伝統的集落、あるいは陸上ないし海上利用の際立った例。もしくは特に不可逆的な変化の中で存続が危ぶまれている人と環境の関わりあいの際立った例。
  - 世界遺産委員会はこちらの基準については、「ビームベートカーは、その岩絵、および本資産周辺に元々住んでいる人々の村落の残存物とで示されるように、狩猟採集経済と密接に結びついている」[20]とした。

## ギャラリー

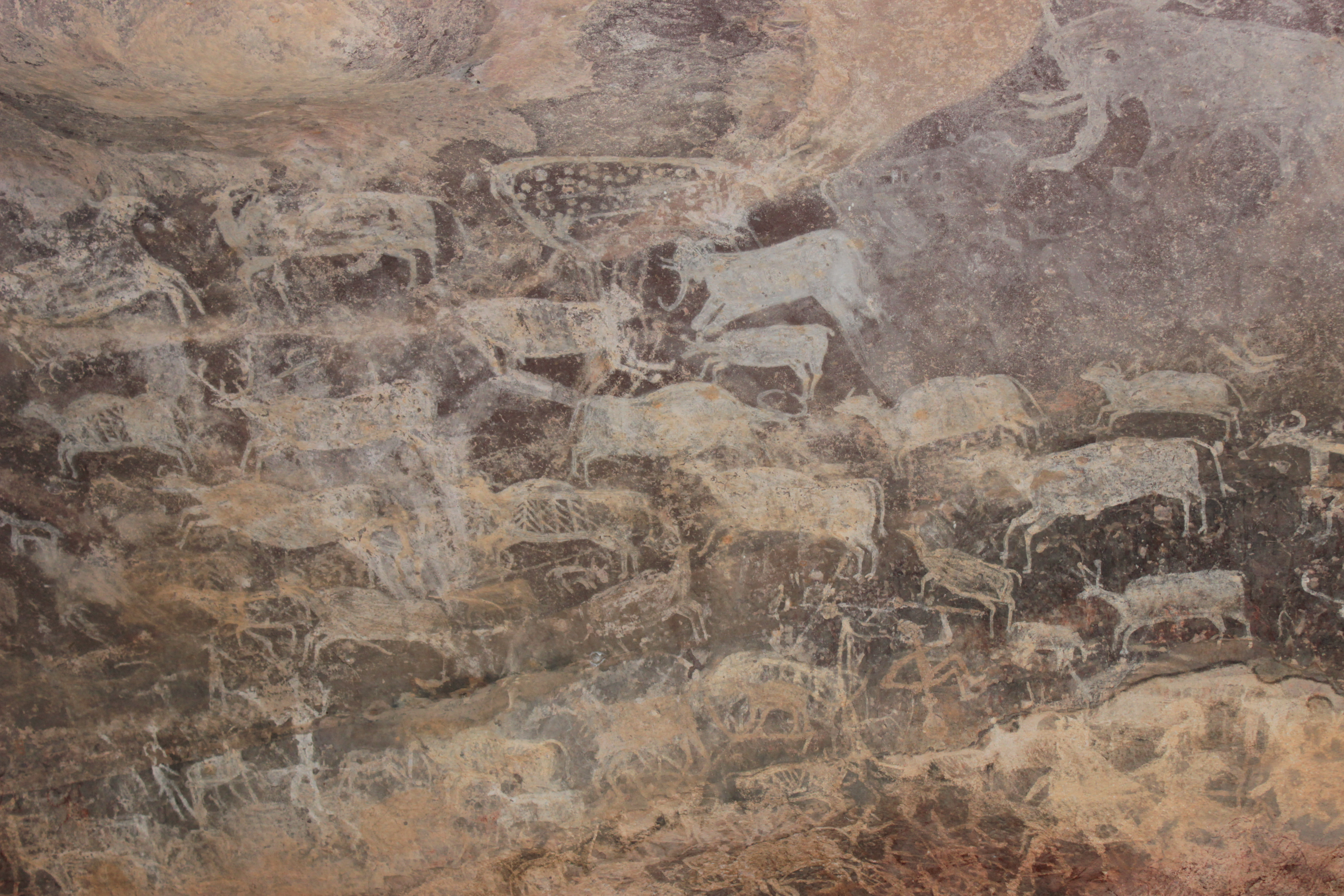
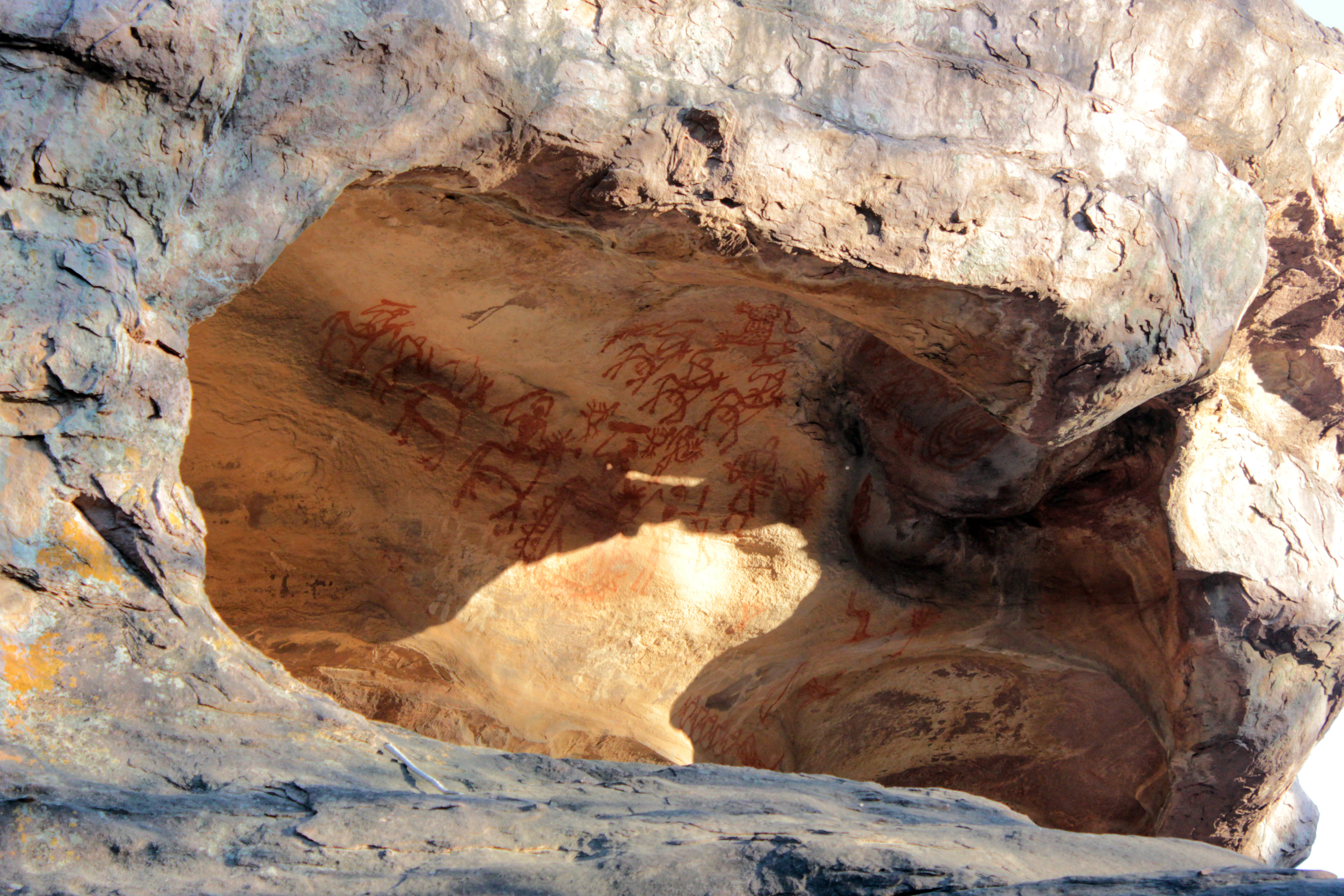
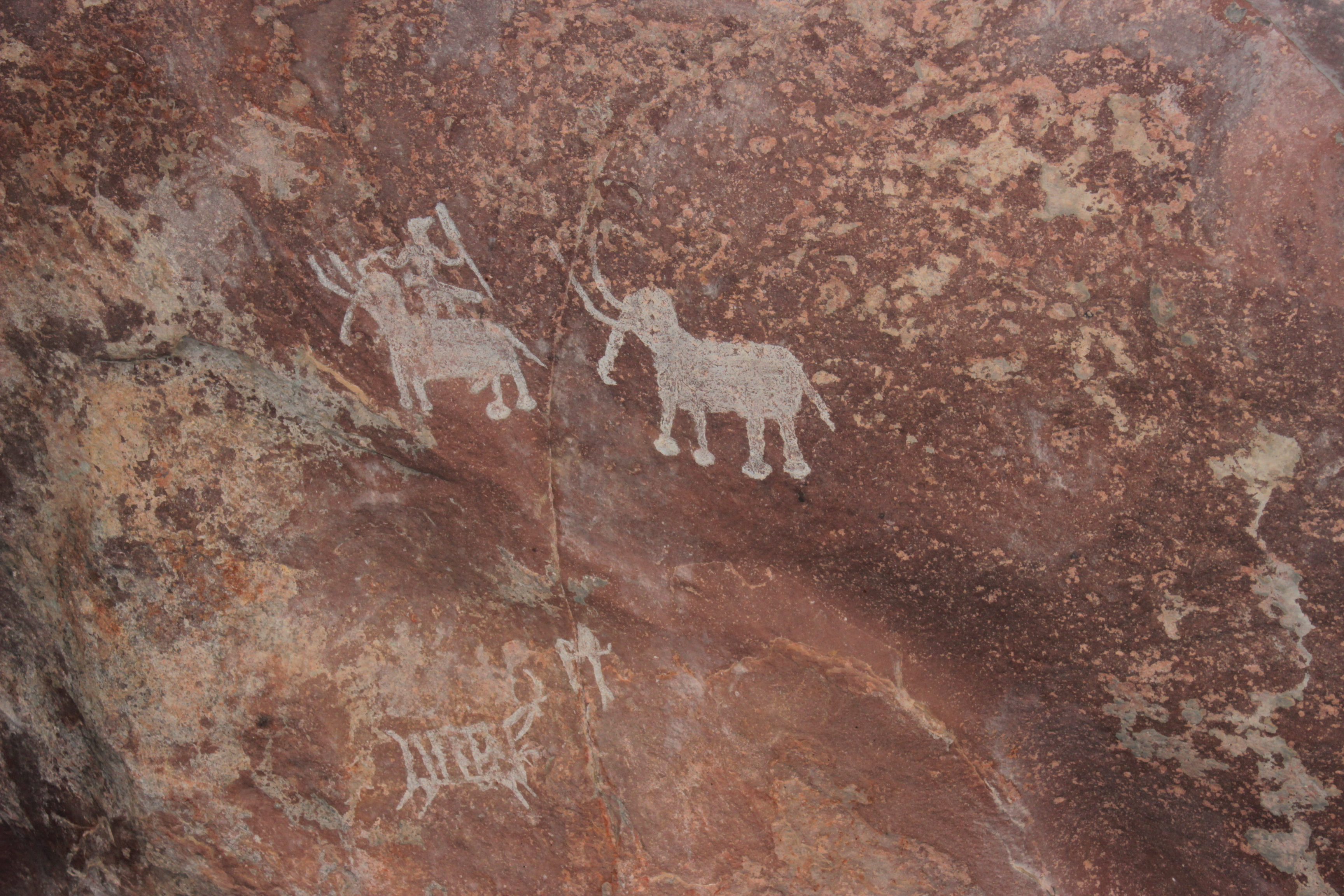
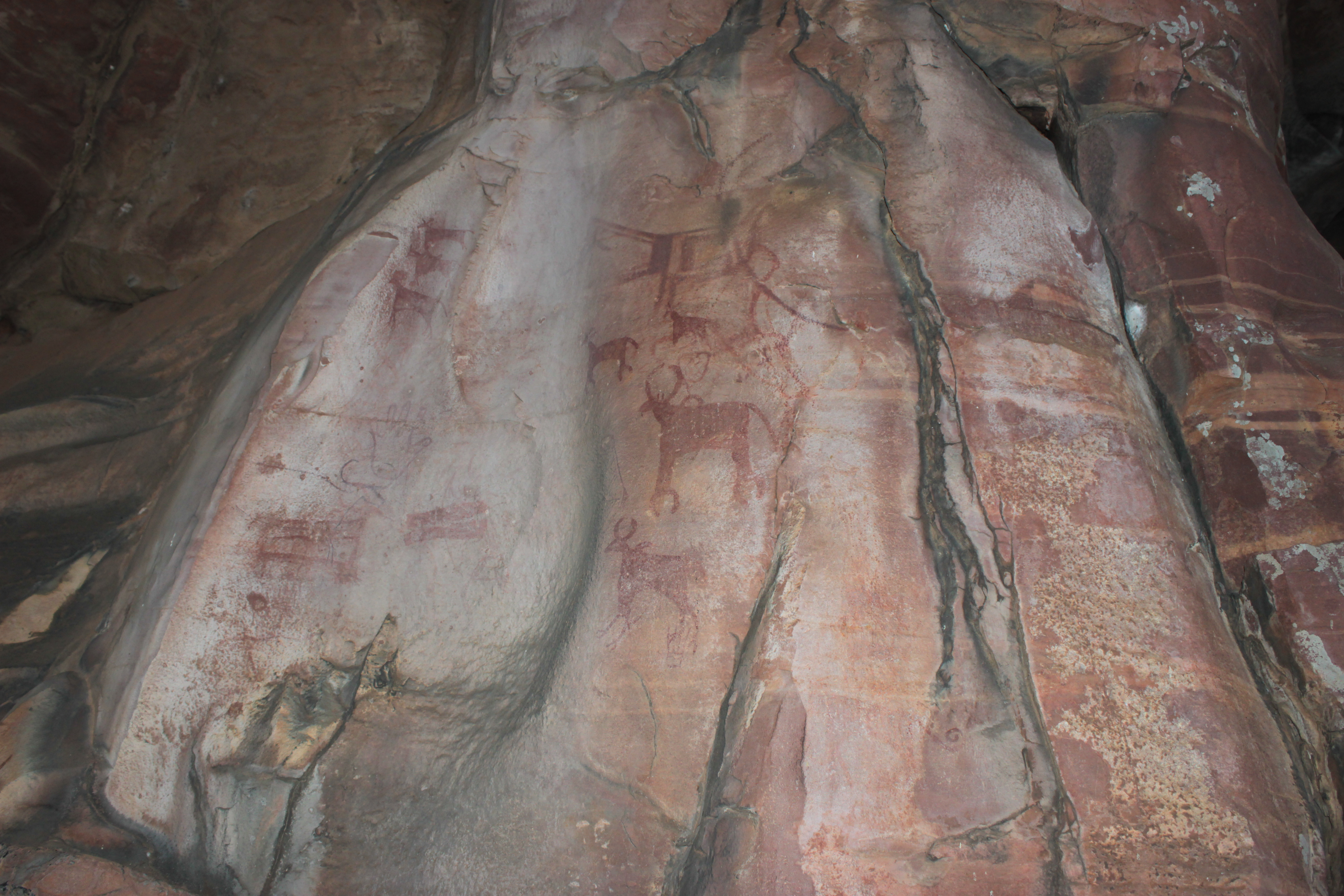
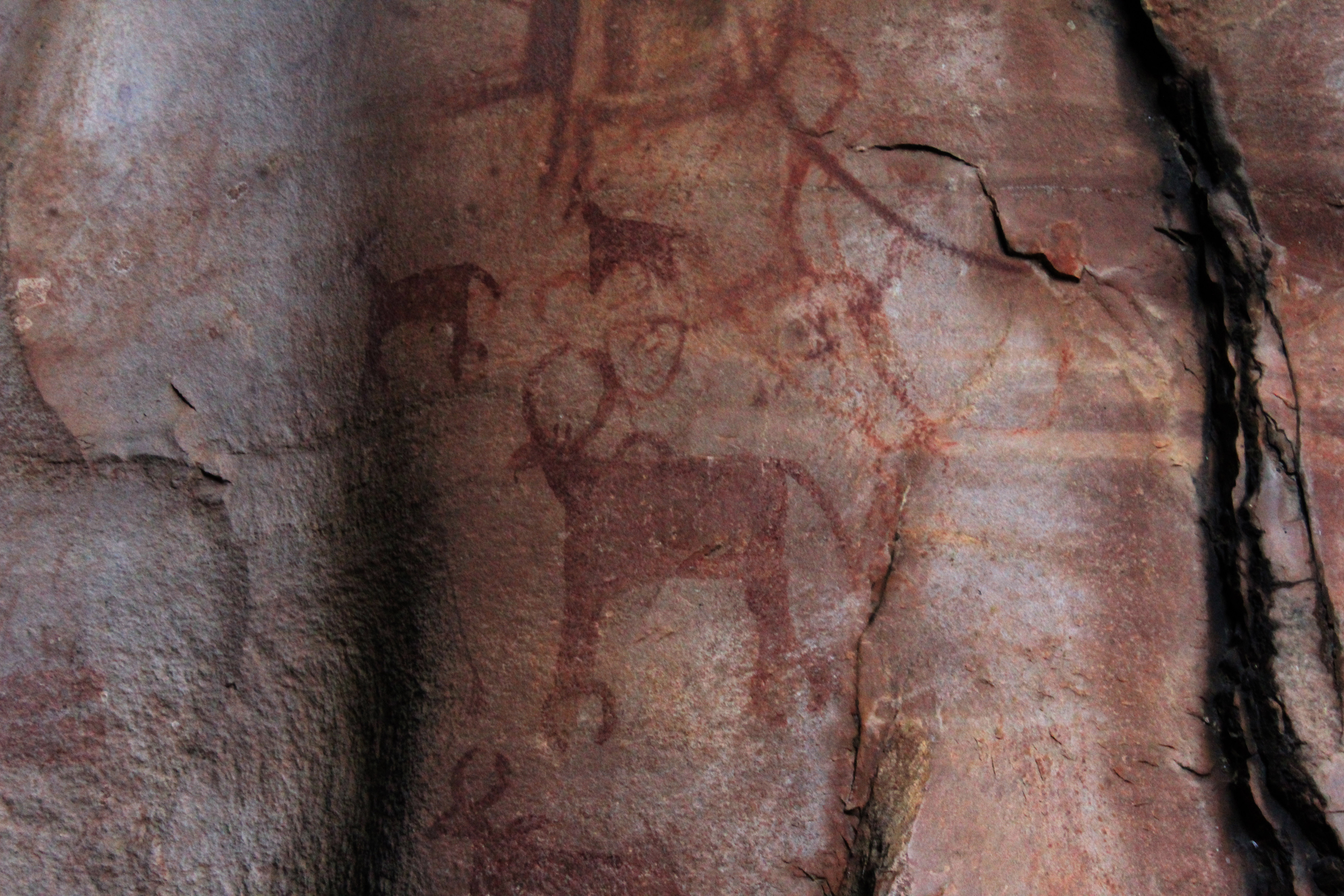
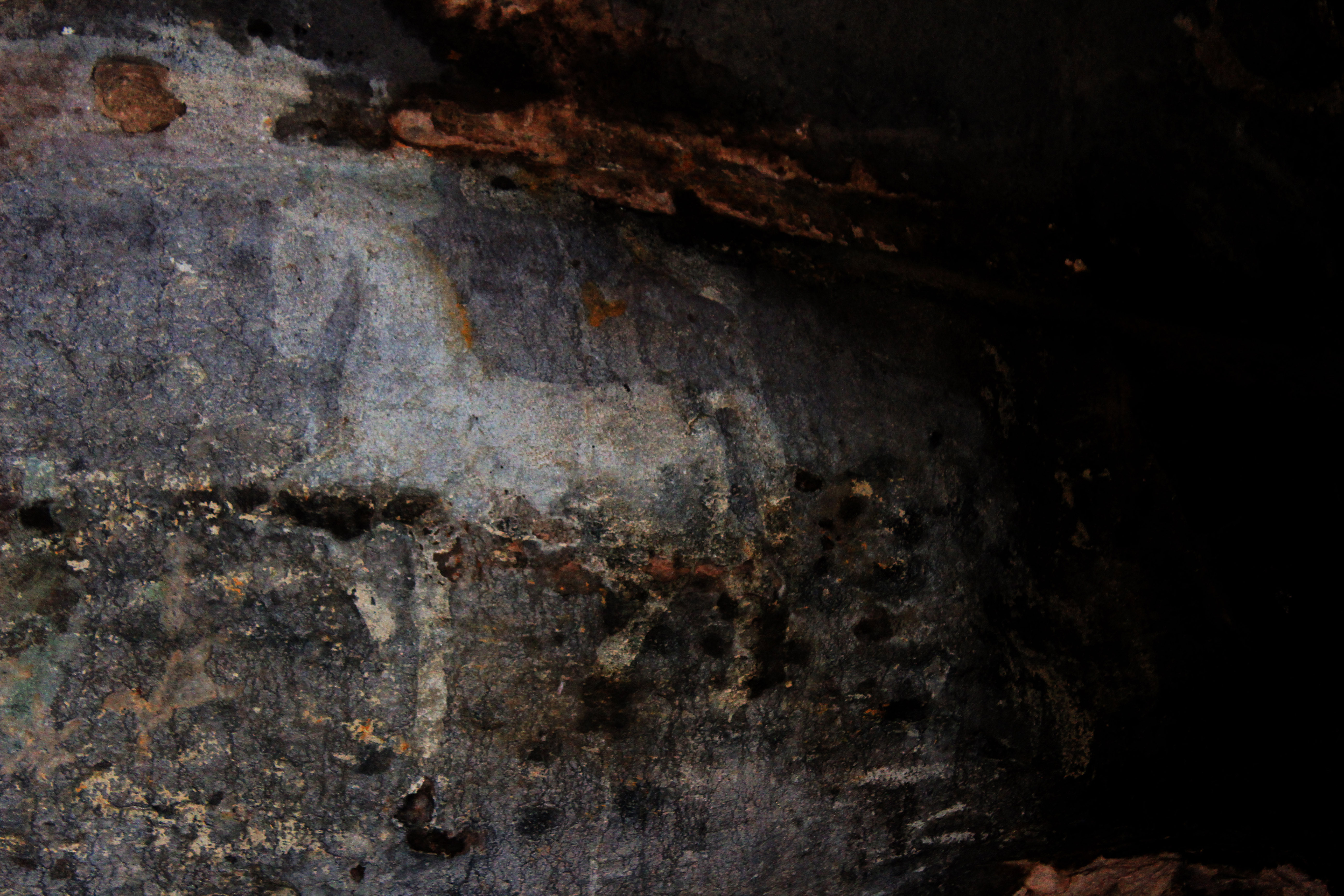
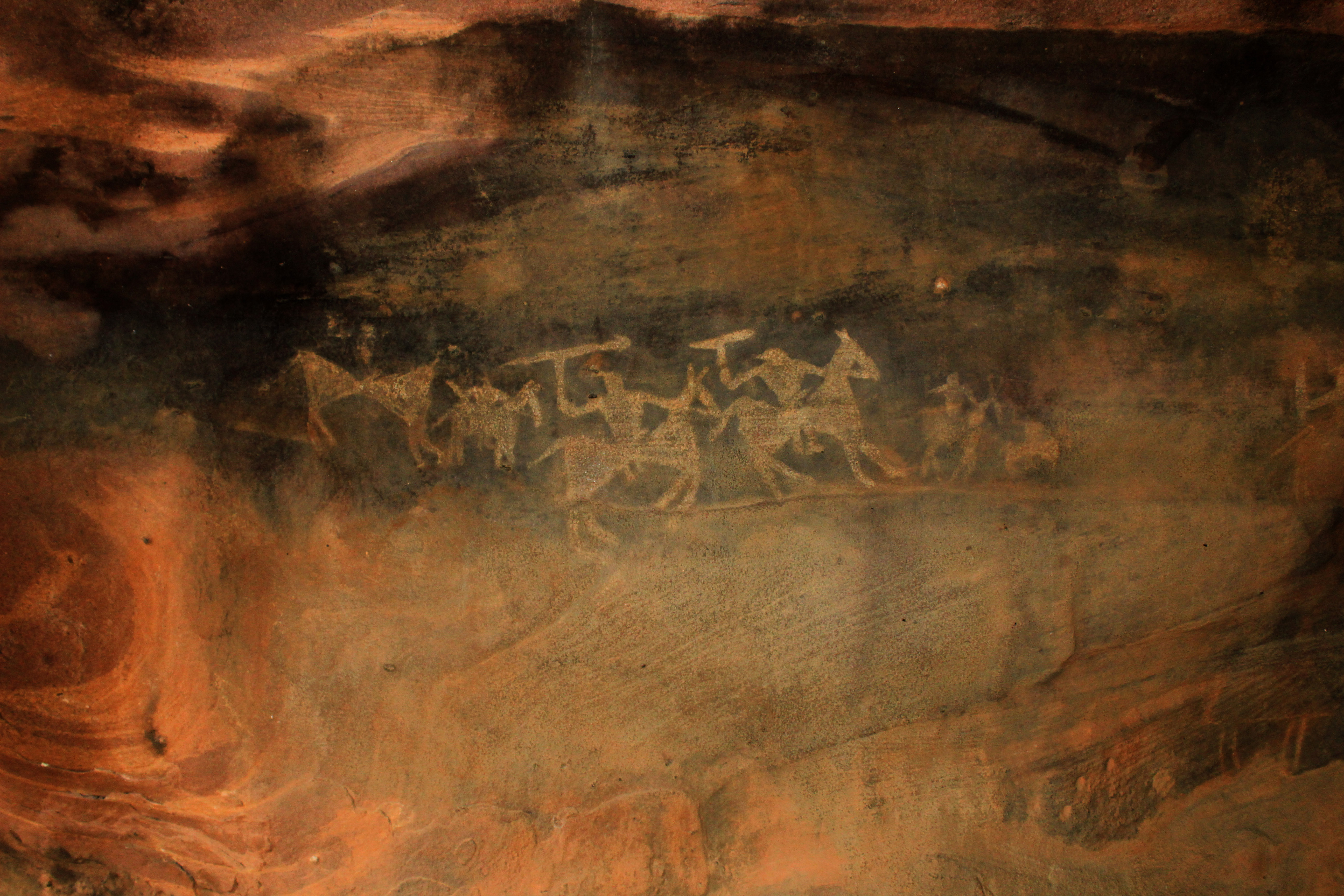
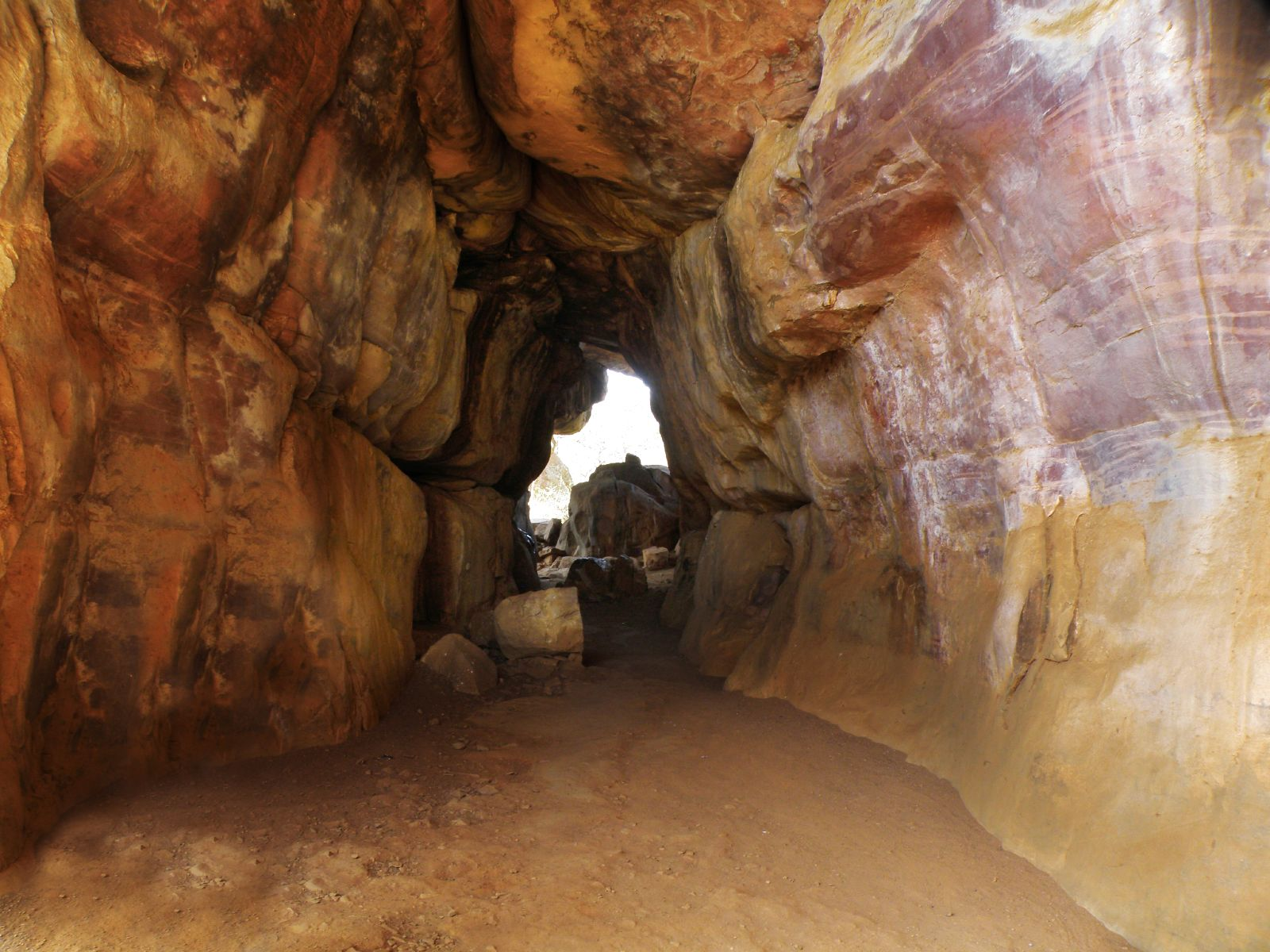
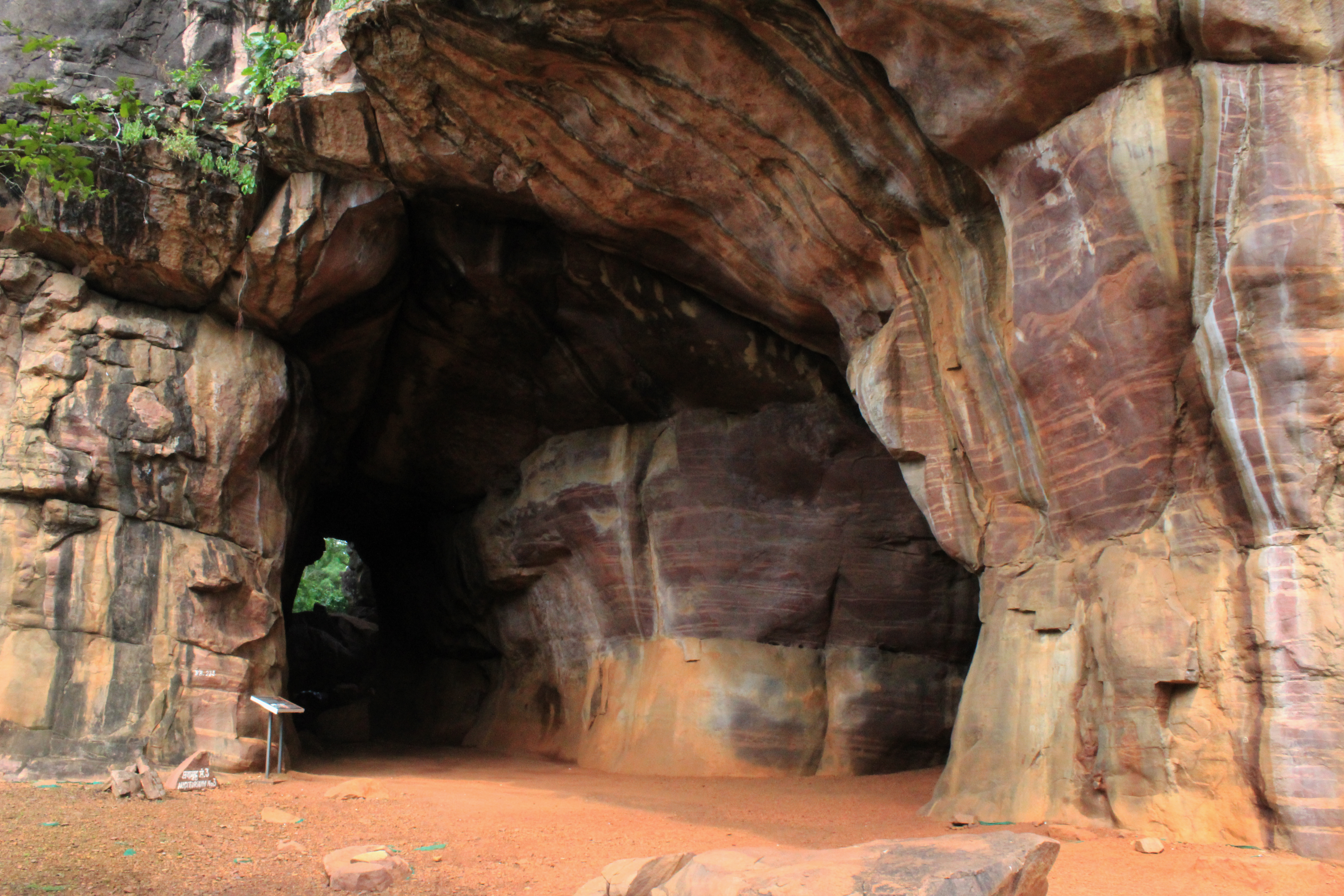
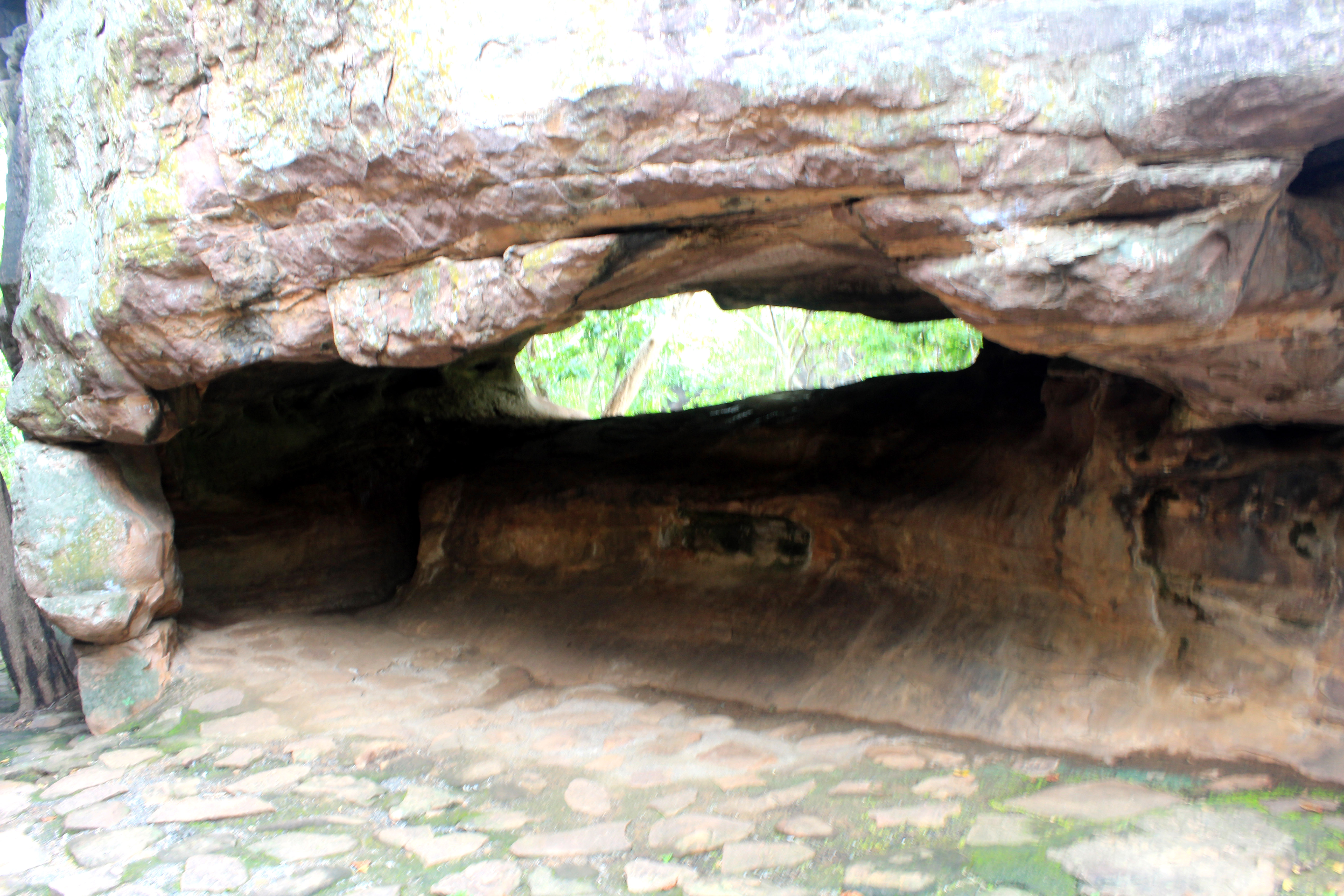